# Andreu Corsini
Andrea Corsini (Florència, 1301 - Fiesole, 6 de gener de 1374) fou un religiós italià de l'Orde del Carme i bisbe de Fiesole. És venerat per l'Església catòlica com a sant, com a Sant Andreu Corsini.

## Biografia

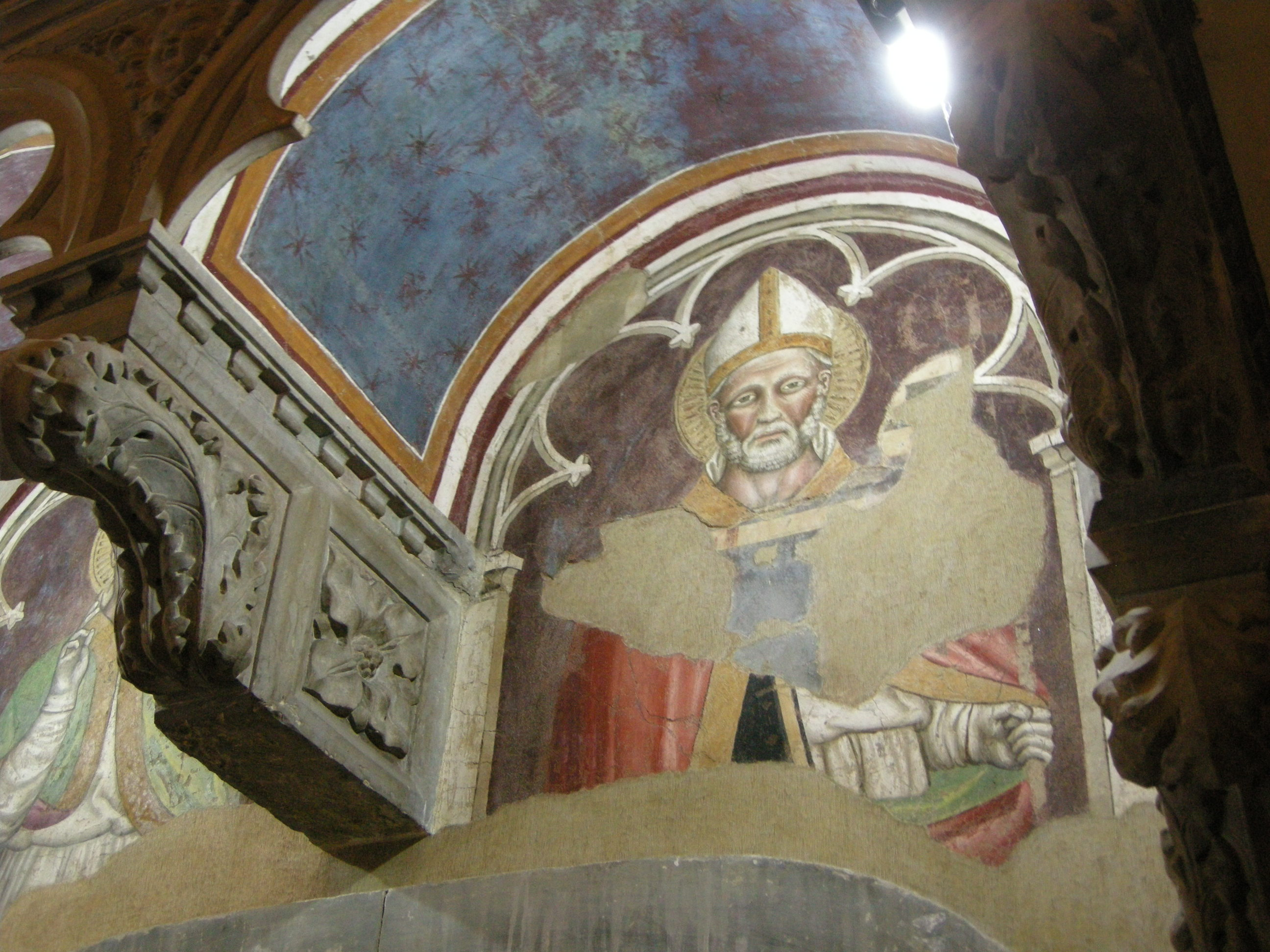
Fresc de Spinello Aretino, (Florència, Santo Spirito, Cappella Corsini).

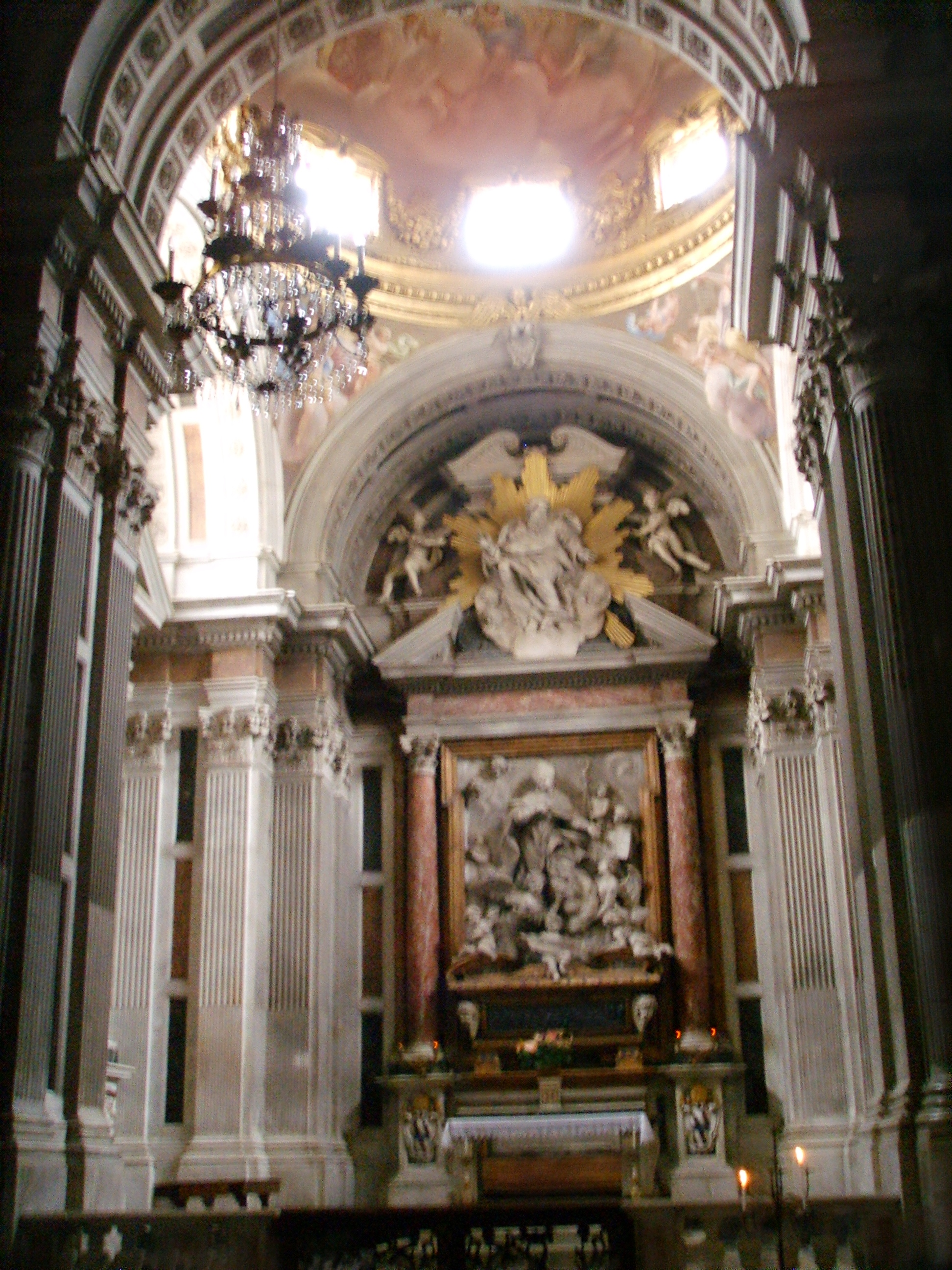
Capella Corsini, amb la tomba del sant sota l'altar (Florència, Carmine).

De família noble, després d'una joventut dissoluta va canviar de vida i es feu frare carmelità; en 1318 fou admès al noviciat del convent de Florència i el 1328 va ser-hi ordenat sacerdot. Enviat a París per aprofundir els seus estudis de teologia i filosofia va ésser, més tard, admès a la cort papal d'Avinyó.
El 1332 torna a Florència i hi és elegit prior del convent dels carmelites. En 1349, el capítol diocesà de Fiesole el va elegir com a bisbe i, encara que no ho volia, va acabar acceptant el càrrec. El papa Urbà V el va nomenar legat pontifici a Bolonya, on intentà la pacificació de les faccions ciutadanes que hi lluitaven.
El Nadal de 1373 va emmalaltir i va morir el 6 de gener de 1374.

## Veneració
Només morir, va començar a ésser venerat, ja que havia viscut amb fama de santedat. Va ésser beatificat en 1440 i canonitzat el 22 d'abril de 1629 per Urbà VIII. La seva despulla és a la Capella Corsini de la Basílica de Santa Maria del Carmine de Florència.